# گناه (فیلم ۱۹۶۹)
گناه (اسپانیایی: La culpa‎) فیلمی اسپانیایی به کارگردانی کورت لاند و هنرنمایی لیبرتاد لبلانک است که در سال ۱۹۶۹ منتشر شد. در این فیلم ریکاردو دارین سینیور (پدرِ ریکاردو دارین) بازی کرده است.